# Línea 403 (Buenos Aires)
La línea 403 es una línea de colectivos del Área Metropolitana de Buenos Aires. Une la Estación L. de Zamora con Estación Florencio Varela, siendo prestado el servicio por la Empresa San Vicente S.A.T. El servicio cuenta con SUBE.

## Recorridos
- Estación L. de Zamora - Balcarce y Alsina - A. Brown - (Almirante. Brown) - Espora (Ruta 210) - Humberto Primo - Estación Burzaco - C. Pellegrini - R. Rojas - Ruta 210 - Ruta 4 - Figueroa - Araujo - Barrio Don Orione - General Hornos - Perón - Humahuaca - Ruta 4 - (Quilmes) - (Florencio Varela) - Cno. General Belgrano - Cruce Varela - Avenida Hipólito Yrigoyen - Avenida San Martín - Sallares - Alberdi - Avenida Perón - Estación Florencio Varela.

Regreso por similar recorrido.

## Flota
La flota está compuesta por 2 coches, 1 de ellos con chasis MT15.0LE y el otro con chasis MT17.0LE; uno de ellos es modelo 2014 y el restante es 2018.

### Flota
| Número de interno | Carrocería y modelo | Chasis          | Chapa patente y año | De donde era la unidad                                       |
| ----------------- | ------------------- | --------------- | ------------------- | ------------------------------------------------------------ |
| 5440              | Metalpar Iguazú III | Agrale MT17.0LE | AD 198 TS 2018      | Ex 5058 de la 51                                             |
| 5441              | TodoBus Pompeya II  | Agrale MT15.0LE | NUQ932 2014         | Ex 5334 de la 177 ex ex 5044 de la 51 ex ex ex 1341 de la 76 |

#### Carrocerías de los coches
| Carrocería: | Cantidad de coches | Número de interno de los coches |
| ----------- | ------------------ | ------------------------------- |
| TodoBus     | 1                  | 5441                            |
| Metalpar    | 1                  | 5440                            |